# Tang (gereedschap)
Een tang is een stuk gereedschap dat dient om iets vast te grijpen. Het bestaat uit twee hefbomen verbonden door een scharnier, dat het steunpunt vormt, en een bek, die de eigenlijke functie van de tang vervult.

## Functies
Er zijn veel soorten tangen, met verschillende functies, die vaak overlappen met de functies van scharen, klemmen en sleutels. Er zijn tangen om een voorwerp stevig beet te pakken en daardoor bijvoorbeeld te kunnen verbuigen of plat te knijpen. Er zijn ook tangen die slechts tot doel hebben een voorwerp aan te pakken dat niet direct aangepakt kan worden. Dan zijn er tangen met een "snijdende" functie, zoals de nijptang, de zijkniptang, de gaatjestang. Verder zijn er tangen die een specifieke functie hebben, zoals de popnagel- of blindniettang, de oogjestang en de striptang.
Soms noemt men iets een tang hoewel het eigenlijk geen tang is. Zo wordt bijvoorbeeld een lijmklem wel lijmtang genoemd. Overigens zijn er echte lijmtangen, die dezelfde functie als een lijmklem hebben, maar als tang zijn uitgevoerd.

## Soorten
Verschillende soorten tangen zijn:
- buigtang
- combinatietang
- draadstriptang of striptang
- griptang (in Vlaanderen een 'vise à gripe' of 'vise-grip' genoemd)
- knabbeltang
- knobbeltang
- krimptang voor montage van adereindhulzen en kabelschoenen
- nijptang (synoniemen: knijptang, trektang, spijkertang, nageltang)
- onthaaktang
- oogjestang
- papegaaibektang
- pijpentang (ook wel Zweedse tang, ravenbektang of mussenbek genoemd, afhankelijk van de vorm)
- platbektang
- platte fitterstang
- popnageltang (blindnageltang)
- punttang (ook wel langbektang, lange bektang, telefoontang, puntbektang of radiotang genoemd)
- revolverponstang of gaatjestang
- rondbektang
- seegerringtang (voor het aanbrengen en verwijderen van circlips)
- smeedtang (ook wel smidstang)
- suikertang
- verlostang wordt gebruikt bij een geboorte als deze niet voldoende vlot
- verzettang
- waterpomptang
- zaagzettang
- Zweedse tang

De term tang wordt ook gebruikt voor gereedschap van dezelfde vorm dat wordt gebruikt om dingen door te knippen:
- draadvlechttang (ook wel vlechttang of moniertang genoemd)
- kniptang
- kopkniptang
- zijkniptang (zijsnijtang)

## Symbolische betekenis[1]
- In de iconografie is de tang, samen met hamer en aambeeld, het attribuut van bisschop Eligius. Hij kneep er de duivel mee in zijn neus.
- Een tang met daartussen een tand is het attribuut van de heilige Apollonia.
- Kwakzalvers werden vroeger ook vaak afgebeeld met een tang (of forceps) waarin zij een steen vasthielden. De kwakzalver maakte bij mensen met hoofdpijn of nerveuze aandoeningen een incisie in het hoofd en haalde dan een of meerdere steentjes uit het hoofd tevoorschijn.
- Tangbeweging.

## De tang in de populaire cultuur
Een bekend lied uit de Fabeltjeskrant:
Hup daar is Willem met de waterpomptang,
de nijptang en de combinatietang,
Hup daar is Willem met de waterpomptang
want Willem is niet bang.
Gezongen door Ed en Willem Bever, tekst: Leen Valkenier, muziek Ruud Bos.

## De tang in de taal
Voor het gebruik van het woord "tang" in uitdrukkingen, zie
- Lijst van uitdrukkingen en gezegden